# Gilberto Silva
Gilberto Aparecido da Silva (Lagoa Da Prata, 7. listopada 1976.) je brazilski umirovljeni nogometaš. Zadnji klub mu je bio brazilski Atlético Mineiro.

## Vanjske poveznice
- Profil na Transfermarktu
- Profil na Soccerwayu